# باباكوتيا
الباباكوتيا (الاسم العلمي:‡Babakotia) هو جنس من الحيوانات المنقرضة يتبع الفصيلة الإندرية من رتبة الرئيسيات.